# Nikołaj Gusakow
Nikołaj Nikołajewicz Gusakow (ros. Николай Николаевич Гусаков, ur. 14 maja 1934 w Pietrozawodsku, zm. 14 grudnia 1991 w Leningradzie) – radziecki dwuboista klasyczny, brązowy medalista olimpijski.

## Kariera
Pierwszą dużą imprezą w karierze Gusakowa były igrzyska olimpijskie w Cortinie d’Ampezzo w 1956 roku. Po skokach znalazł się na czternastej pozycji, w biegu zdołał wyprzedzić kilku rywali i zawody zakończył na siódmym miejscu. Dwa lata później, podczas mistrzostw świata w Lahti spisał się podobnie, zajmując ósme miejsce.
Największy sukces w swojej karierze osiągnął w 1960 roku, na igrzyskach olimpijskich w Squaw Valley. Wywalczył tam brązowy medal po tym, jak awansował w biegu z 10. pozycji, którą zajmował po skokach. Wyprzedzili go tylko Georg Thoma z RFN oraz Tormod Knutsen z Norwegii. Gusakow został tym samym pierwszym reprezentantem ZSRR, który zdobył medal olimpijski w kombinacji norweskiej.
Wystąpił także na mistrzostwach świata w Zakopanem w 1962 roku, gdzie zajął dopiero 30. miejsce. Dwa lata później, na igrzyskach olimpijskich w Innsbrucku był czwarty, przegrywając walkę o brązowy medal z Thomą o nieco ponad 3 punkty. Był to jego ostatni występ na arenie międzynarodowej.
W 1961 roku Nikołaj został pierwszym zawodnikiem spoza krajów nordyckich, który wygrał zawody w kombinacji podczas Holmenkollen Ski Festival. Ponadto w 1958 roku został mistrzem ZSRR.
Jego żona Marija Gusakowa była biegaczką narciarską.

## Osiągnięcia

### Igrzyska olimpijskie
| Miejsce | Dzień       | Rok  | Miejscowość       | Konkurencja              | Czas biegu  | Strata      | Zwycięzca        |
| ------- | ----------- | ---- | ----------------- | ------------------------ | ----------- | ----------- | ---------------- |
| 7.      | 31 stycznia | 1956 | Cortina d’Ampezzo | Indywidualnie K-80/15 km | 455.000 pkt | -22.700 pkt | Sverre Stenersen |
| 3.      | 22 lutego   | 1960 | Squaw Valley      | Indywidualnie K-80/15 km | 457.952 pkt | -5.952 pkt  | Georg Thoma      |
| 4.      | 3 lutego    | 1964 | Innsbruck         | Indywidualnie K-90/15 km | 469.28 pkt  | -19.92 pkt  | Tormod Knutsen   |

### Mistrzostwa świata
| Miejsce | Dzień     | Rok  | Miejscowość | Konkurencja              | Wynik zwycięzcy | Strata      | Zwycięzca      |
| ------- | --------- | ---- | ----------- | ------------------------ | --------------- | ----------- | -------------- |
| 8.      | 3 marca   | 1958 | Lahti       | Indywidualnie K-90/15 km | 448.500 pkt     | -10.690 pkt | Paavo Korhonen |
| 30.     | 20 lutego | 1962 | Zakopane    | Indywidualnie K-90/15 km | 454.33 pkt      | -95.68 pkt  | Arne Larsen    |